# 說好不哭
說好不哭是臺灣男歌手周杰倫的單曲，由臺灣樂團五月天主唱阿信參與演唱，是兩人首次正式發表的歌曲合作。2019年9月16日於各大數位平台正式發行。後收錄於2022年7月15日發行的《最偉大的作品》專輯中。

## 背景
周杰倫於2019年8月30日在個人社群網站發文透露將發表新曲 。同年9月10日，公開歌名為〈說好不哭〉及單曲宣傳照。在歌曲正式發表的隔天，周杰倫於社群網站貼出與阿信一齊拍攝MV的合照，並說「通常一般都是主歌第二遍還沒唱副歌來賓就出現了，但這次是我唱完副歌然後等大家都沒發現，間奏後阿信才出現，就像演唱會一樣」 ，隨後阿信也在社群網站分享歌曲錄製的幕後故事 。周杰倫之後在媒體訪問提到與阿信的合作並沒有事先講好，完全是突如其來的靈感，並形容兩人保守合作祕密的過程「就像懷孕不能講」 。

## 音樂錄影帶
〈說好不哭〉音樂錄影帶於2019年9月16日在YouTube正式發布，由曾獲金曲獎最佳音樂錄影帶獎的導演陳奕仁及其帶領的仙草影像執導，MV前往日本東京取景拍攝，由日本男演員渡邊圭祐及日本女演員、模特兒三吉彩花演出。再加上渡邊圭祐曾參演日本特攝劇集《假面騎士ZI-O》，所以在該MV首播時曾經引起華人特攝迷極大迴響。MV在第一段主歌和副歌，僅有周杰倫獨奏鋼琴的畫面，直到間奏後的第二段主歌，五月天阿信拿著吉他彈唱驚喜出場，兩人保密已久的合作消息才因此曝光。
導演陳奕仁之後也在仙草影像的社群網站分享拍攝花絮，表示為了這次的合作，所有細節都保密到家 。
MV在發布後空降YouTube多個地區之發燒影片首位，並於43小時後突破1千萬點擊率 ，亦蟬聯YouTube台灣發燒影片第一名長達6天。該音樂錄影帶獲2019年YouTube十大熱門音樂影片排行榜第三名 。

## 現場演出
周杰倫於2019年10月17日舉行的上海演唱會首次公開演唱新歌〈說好不哭〉。10月25日，五月天於上海虹口足球场舉行「Just Rock It!!!『藍｜BLUE』」演唱會，由周杰倫擔任嘉賓，並合唱〈說好不哭〉，是兩人首次同台演唱該曲。後於2020年1月25日在相信音樂官方Youtube頻道釋出現場影片。

## 榜單成績
該曲發表後空降KKBOX華語週榜冠軍 。
在中國大陸數位音樂平台上架後，兩天內即突破800萬下載量，換算收入破新台幣一億元 。在KKBOX華語年度累積榜獲得第九名 。在KKBOX 2019 華語單曲年度TOP20獲得第二名 。在Hit FM聯播網年度百首單曲票選獲得第二名 。

### 週榜單
| 週榜單（2019年）               | 最高位置 |
| ------------------------------ | -------- |
| 馬來西亞（馬來西亞唱片業協會） | 1        |
| 新加坡（新加坡唱片業協會）     | 1        |
| 週榜單（2022年）               | 最高位置 |
| 台灣（告示牌）                 | 6        |

## 獎項
| 年份   | 單位           | 獎項                 | 結果 |
| ------ | -------------- | -------------------- | ---- |
| 2020年 | Hito流行音樂獎 | Hito年度十大華語歌曲 | 獲獎 |
| 2020年 | Hito流行音樂獎 | Hito對唱歌曲         | 獲獎 |

## 發行歷史
| 地區 | 日期          | 格式         | 唱片公司   |
| ---- | ------------- | ------------ | ---------- |
| 臺灣 | 2019年9月16日 | 數位音樂下載 | 杰威爾音樂 |